# لويجي فورلان
لويجي فورلان (بالإيطالية: Luigi Furlan)‏ ولد بتاريخ 22 يونيو 1963 في جنيف، هو دراج إيطالي سابق.

## روابط خارجية
- لويجي فورلان على موقع أرشيف الدراجات (الإنجليزية)
- لويجي فورلان على موقع إحصائيات الدراجات الإحترافية (الإنجليزية)